# NHK松之山浦田テレビ中継局
NHK松之山浦田テレビ中継局（エヌエイチケイまつのやまうらだテレビちゅうけいきょく）は、新潟県十日町市松之山黒倉（黒倉城山）に設置されているNHK新潟放送局のテレビ中継局。現在は地上アナログ放送は非該当のため、2011年7月24日の地上アナログ放送終了時に廃局となる予定。また地上デジタル放送は、新潟局や2010年に開局する松代局などを受信することとなる。

## NHK中継局概要
| 放送局名          | チャンネル | 空中線電力        | ERP                | 放送対象地域 | 放送区域内世帯数 |
| NHK新潟総合テレビ | 58ch       | 映像3W /音声750mW | 映像9.1W /音声2.3W | 新潟県       | 約-世帯          |
| NHK新潟教育テレビ | 60ch       | 映像3W /音声750mW | 映像9.1W /音声2.3W | 全国放送     | 約-世帯          |

## 放送エリアなど
- 松代局からの電波が届きにくい松之山地域の奥地の一部カバーしている。なお、在新潟民放局は当地に中継局を置いておらず、周辺局を受信している。